# Leptogaster spadix
Leptogaster spadix är en tvåvingeart som beskrevs av Wei Ying Hsia 1949. Leptogaster spadix ingår i släktet Leptogaster och familjen rovflugor. Inga underarter finns listade i Catalogue of Life.